# 大韓航空 チャンゴン91
大韓航空 チャンゴン91
- 用途：5人乗り軽飛行機[1]
- 設計者：大韓航空[2]
- 製造者：大韓航空[2]
- 初飛行：1991年11月[1]
- 生産数：試作機3機[1]
- ユニットコスト：約2億ウォン（予定額）[1]

大韓航空 チャンゴン91（韓国語:대한항공 창공91、英語:Korean Air Chang-Gong 91。チャンゴンは「青空」の意）は、科学技術部の支援を得て大韓航空の航空技術研究所が開発した、5人乗り（4人乗りとする資料もある）の単発低翼多目的軽飛行機である。

## 概要
チャンゴン91は、韓国初の国産航空機（超軽量動力機を除く）として1988年に計画された。
開発には大韓航空・韓国ファイバー・サムスン工業の3社が参加し、大韓航空が設計・製造・飛行試験、韓国ファイバーがプロペラやエンジンカバー、ドアなどの複合材部品、サムスン工業が胴体や翼などのアルミニウム合金部品を担当した。開発に当たっては、1980年代に大韓航空の航空技術研究所が製造した「チャンゴン1号 - 3号」超軽量動力機の経験が基になったとされる。概念設計と基本設計のために1,200枚の設計図が作成され、設計の検証のためソウル大学校と仁荷大学校で実証実験が行われた。製造された部品は3,000種類40,000個に及び、投資された開発費用は約36 - 37億ウォンであった。
1988年6月からの4年半で、構造試験機1機と試作機2機の合計3機が製造された。構造試験機は1990年8月13日に完成、1991年には飛行試験用の2号機が完成し、同年11月に初飛行が行われた。1993年9月2日、国産開発機としては初めて、韓国の交通部（現・国土交通部）から型式承認と耐空証明を取得した。
初等練習、空中偵察、救難、レジャースポーツなどに使用できる多目的機として開発された。当時の韓国は軽飛行機の国内需要が小さく離着陸可能な滑走路の確保も困難だったため、北米とオーストラリアを市場として見込んでいた。当時の同クラス外国製軽飛行機は1機あたり約3-4億ウォンであり、国際的な競争力があるものと見込まれた。実際に1機約2億ウォンの価格で、大韓航空のパイロット練習機（約20機）や韓国軍の訓練機（20機）など50機ほどの受注も行われたほか、イランやボリビアを含む中東や南米の政府機関や民間からも問い合わせを受け、大韓航空は1990年代後半までに年間需要が200機以上に達すると推定していた。1993年には大韓航空で量産化に向けて生産ラインと関連施設の設置が報じられたものの、最終的に事業性に欠けると判断されて量産は見送られた。
1994年には、黄砂などの大気汚染物質の測定を行う韓国初の大気汚染観測機として、集塵装置を取り付けたチャンゴン91が調査飛行に使用された。
量産化には至らなかったものの、航空機の設計・製造技術の獲得、品質認証制度の確立、主要部品の国産化に成功し、大量生産体制への道を拓いた機体であったとされている。

## 仕様

### 全般
- 乗員: 1人[3]
- 定員: 乗客3人[3]
- 全長: 7.74 m（25フィート5インチ）[3]
- 翼幅: 10.2 m（33フィート5インチ）[3]
- 全高: 2.7 m（8フィート10インチ）[3]
- 翼面積: 14.86 m2（160平方フィート）[3]
- 空虚重量: 839 kg（1,850ポンド）[3]
- 総重量: 1,225 kg（2,700ポンド）[3]
- エンジン: ライカミング IO-360-A1B6 ピストンエンジン、149 kW（200 hp） × 1基[3]

### 性能
- 最高速度: 339 km/h（210マイル/時、180ノット）[3]
- 航続距離: 1,500 km（932マイル、810カイリ）[3]
- 実用上昇限度: 5,025 m（16,500フィート）[3]